# Hilara cypriana
Hilara cypriana är en tvåvingeart som beskrevs av Chvala 2008. Hilara cypriana ingår i släktet Hilara och familjen dansflugor.
Artens utbredningsområde är Cypern. Inga underarter finns listade i Catalogue of Life.